# Samenstelling Belgische Senaat 1859-1863
De lijst van leden van de Belgische Senaat van 1859 tot 1863. De Senaat telde toen 59 zetels. Bij de verkiezingen van 14 juni 1859 werden 31 van de 58 rechtstreeks verkozen senatoren verkozen, meer bepaald in de kieskringen Antwerpen, Mechelen, Turnhout, Brussel, Leuven, Nijvel, Kortrijk, Brugge, Tielt, Roeselare, Ieper, Veurne-Oostende-Diksmuide, Namen, Dinant, Philippeville, Aarlen-Bastenaken-Marche, Neufchâteau-Virton en Charleroi.
Het nationale kiesstelsel was in die periode gebaseerd op cijnskiesrecht, volgens een systeem van een meerderheidsstelsel, gecombineerd met een districtenstelsel. Iedere Belg die ouder dan 25 jaar was en een bepaalde hoeveelheid cijns betaalde, kreeg stemrecht. Hierdoor was er een beperkt kiezerskorps. Daarnaast was er ook een senator van rechtswege.
De legislatuur liep van 12 juli 1859 tot 27 mei 1863. Tijdens deze legislatuur was de regering-Rogier II (november 1857 - december 1867) in functie, een liberale meerderheid.

## Samenstelling
| Begin legislatuur (1859) | Begin legislatuur (1859) | Begin legislatuur (1859) | Einde legislatuur (1863) | Einde legislatuur (1863) | Einde legislatuur (1863) |
| Fractie                  | Fractie                  | Zetels                   | Fractie                  | Fractie                  | Zetels                   |
| ------------------------ | ------------------------ | ------------------------ | ------------------------ | ------------------------ | ------------------------ |
|                          | Liberalen                | 33                       |                          | Liberalen                | 31                       |
|                          | Katholieken              | 25                       |                          | Katholieken              | 27                       |

Wijzigingen in fractiesamenstelling:
- In 1862 neemt de liberaal Gustave Van Havre ontslag. Hij wordt vervangen door de katholiek Jean Félix Van den Bergh.
- In 1863 overlijdt de liberaal Louis-Joseph de Renesse. Zijn opvolger wordt de katholiek Pierre de Schiervel.

## Lijst van de senatoren
| Senator                           | Partij    | Aanduiding                   | Kieskring                | Opmerkingen |
| --------------------------------- | --------- | ---------------------------- | ------------------------ | --- |
| Jean Félix Van den Bergh          | Liberaal  | Rechtstreeks gekozen senator | Antwerpen                | Van den Bergh neemt op 11 mei 1863 ontslag omdat hij provincieraadslid van Antwerpen wordt, maar wordt niet meer vervangen. Hij verving zelf vanaf 12 november 1862 Gustave Van Havre (Liberaal), die om beroepsredenen ontslag nam. |
| Jean Michiels                     | Liberaal  | Rechtstreeks gekozen senator | Antwerpen                | |
| Constantin Joostens               | Liberaal  | Rechtstreeks gekozen senator | Antwerpen                | |
| Léon d'Ursel                      | Katholiek | Rechtstreeks gekozen senator | Mechelen                 | Vervangt vanaf 29 april 1862 de overleden Charles de Marnix. |
| François de Cannart d'Hamale      | Katholiek | Rechtstreeks gekozen senator | Mechelen                 | Vervangt vanaf 19 maart 1861 de overleden Charles du Trieu de Terdonck. Du Trieu de Terdonck was secretaris tot aan zijn dood op 15 januari 1861.                                                                                    |
| Philippe Gillès de 's Gravenwezel | Katholiek | Rechtstreeks gekozen senator | Turnhout                 | |
| Engelbert Lauwers                 | Liberaal  | Rechtstreeks gekozen senator | Brussel                  | |
| Joseph Van Schoor                 | Liberaal  | Rechtstreeks gekozen senator | Brussel                  | Quaestor. |
| Frédéric Fortamps                 | Liberaal  | Rechtstreeks gekozen senator | Brussel                  | |
| Benoît Hanssens                   | Liberaal  | Rechtstreeks gekozen senator | Brussel                  | |
| Jonathan-Raphaël Bischoffsheim    | Liberaal  | Rechtstreeks gekozen senator | Brussel                  | Vervangt vanaf 6 maart 1862 de overleden Louis Seutin. |
| Henri Stiellemans                 | Liberaal  | Rechtstreeks gekozen senator | Brussel                  | |
| Edmond de la Coste                | Katholiek | Rechtstreeks gekozen senator | Leuven                   | De La Coste neemt op 11 mei 1863 ontslag wegens gezondheidsredenen, maar wordt niet meer vervangen. |
| Auguste d'Overschie de Neeryssche | Katholiek | Rechtstreeks gekozen senator | Leuven                   | |
| Théodore Mosselman du Chenoy      | Liberaal  | Rechtstreeks gekozen senator | Nijvel                   | |
| Joseph Zaman                      | Liberaal  | Rechtstreeks gekozen senator | Nijvel                   | |
| Jules Boyaval                     | Liberaal  | Rechtstreeks gekozen senator | Brugge                   | |
| Charles Van Woumen                | Liberaal  | Rechtstreeks gekozen senator | Diksmuide                | |
| Albéric du Bus de Gisignies       | Liberaal  | Rechtstreeks gekozen senator | Veurne-Oostende          | |
| Jules Joseph d'Anethan            | Katholiek | Rechtstreeks gekozen senator | Tielt                    | Voorzitter van de commissie Justitie. |
| Maurice de Robiano                | Katholiek | Rechtstreeks gekozen senator | Roeselare                | |
| Félix Bethune                     | Katholiek | Rechtstreeks gekozen senator | Kortrijk                 | Voorzitter van de commissie Financiën. |
| Franz Vergauwen                   | Katholiek | Rechtstreeks gekozen senator | Kortrijk                 | |
| Jules Mazeman de Couthove         | Liberaal  | Rechtstreeks gekozen senator | Ieper                    | |
| Henri t'Kint de Roodenbeke        | Katholiek | Rechtstreeks gekozen senator | Eeklo                    | Vervangt vanaf 11 november 1862 de overleden Joseph De Block. |
| Ferdinand d'Hoop                  | Katholiek | Rechtstreeks gekozen senator | Gent                     | |
| Louis Maertens                    | Katholiek | Rechtstreeks gekozen senator | Gent                     | |
| Jean Vergauwen-Goethals           | Katholiek | Rechtstreeks gekozen senator | Gent                     | |
| Jules Malou                       | Katholiek | Rechtstreeks gekozen senator | Sint-Niklaas             | Vervangt vanaf 6 maart 1862 de overleden Joseph Felix Van Naemen. |
| Jean Cassiers                     | Katholiek | Rechtstreeks gekozen senator | Sint-Niklaas             | |
| Prosper Christyn de Ribaucourt    | Katholiek | Rechtstreeks gekozen senator | Dendermonde              | |
| Charles Rodriguez d'Evora y Vega  | Katholiek | Rechtstreeks gekozen senator | Oudenaarde               | Quaestor. |
| Théophile van de Woestyne         | Katholiek | Rechtstreeks gekozen senator | Aalst                    | |
| Hippolyte della Faille d'Huysse   | Katholiek | Rechtstreeks gekozen senator | Aalst                    | |
| Auguste Désiré Dethuin            | Liberaal  | Rechtstreeks gekozen senator | Bergen                   | Secretaris. |
| Frédéric Corbisier                | Liberaal  | Rechtstreeks gekozen senator | Bergen                   | |
| Pierre Wincqz                     | Liberaal  | Rechtstreeks gekozen senator | Zinnik                   | |
| Alphonse de Rasse                 | Liberaal  | Rechtstreeks gekozen senator | Doornik                  | Secretaris. |
| François Sacqueleu                | Liberaal  | Rechtstreeks gekozen senator | Doornik                  | Vervangt vanaf 13 december 1860 de overleden Charles Sacqueleu. |
| Eugène de Ligne                   | Liberaal  | Rechtstreeks gekozen senator | Aat                      | Senaatsvoorzitter en voorzitter van de commissie Buitenlandse Zaken. |
| Ludovic de Robiano                | Katholiek | Rechtstreeks gekozen senator | Thuin                    | Secretaris vanaf 20 maart 1861. |
| Ferdinand Spitaels                | Liberaal  | Rechtstreeks gekozen senator | Charleroi                | Secretaris en voorzitter van de commissie Openbare Werken. |
| Sylvain Pirmez                    | Katholiek | Rechtstreeks gekozen senator | Charleroi                | |
| Eugène François de Dorlodot       | Katholiek | Rechtstreeks gekozen senator | Charleroi                | |
| Jean Lonhienne                    | Liberaal  | Rechtstreeks gekozen senator | Luik                     | |
| Hippolyte de Looz-Corswarem       | Liberaal  | Rechtstreeks gekozen senator | Luik                     | Vervangt vanaf 11 mei 1863 de overleden Édouard Vanderheyden à Hauzeur. Vanderheyden zelf verving vanaf 16 februari 1860 de overleden Alphonse Neef.                                                                                 |
| Joseph Forgeur                    | Liberaal  | Rechtstreeks gekozen senator | Luik                     | |
| Camille de Tornaco                | Liberaal  | Rechtstreeks gekozen senator | Hoei                     | Ondervoorzitter vanaf 12 mei 1863. |
| Edmond de Selys Longchamps        | Liberaal  | Rechtstreeks gekozen senator | Borgworm                 | |
| Grégoire Laoureux                 | Liberaal  | Rechtstreeks gekozen senator | Verviers                 | |
| Antoine de Pitteurs-Hiegaerts     | Liberaal  | Rechtstreeks gekozen senator | Hasselt                  | |
| Pierre de Schiervel               | Katholiek | Rechtstreeks gekozen senator | Tongeren-Maaseik         | Vervangt vanaf 11 mei 1863 de overleden Louis-Joseph de Renesse (Liberaal). De Renesse was tot aan zijn dood op 28 maart 1863 ondervoorzitter en voorzitter van de commissie Oorlog.                                                 |
| Auguste de Favereau               | Liberaal  | Rechtstreeks gekozen senator | Aarlen-Bastenaken-Marche | |
| Jules Ozeray                      | Liberaal  | Rechtstreeks gekozen senator | Neufchâteau-Virton       | Vervangt vanaf 6 maart 1862 de overleden Célestin Bergh. |
| Justin-Charles de Labeville       | Liberaal  | Rechtstreeks gekozen senator | Philippeville            | |
| Jean d'Omalius d'Halloy           | Katholiek | Rechtstreeks gekozen senator | Dinant                   | Ondervoorzitter en voorzitter van de commissie Binnenlandse Zaken. |
| Maurice du Pont d'Ahérée          | Katholiek | Rechtstreeks gekozen senator | Namen                    | Vervangt vanaf 4 juli 1864 de overleden Maurice du Pont d'Ahérée. |
| Ferdinand de Woelmont             | Katholiek | Rechtstreeks gekozen senator | Namen                    | |
| Leopold van België                | -         | Senator van rechtswege       | -                        | |